# فتحية الجميلي
فتحية عبد الغني الجميلي محامية وأستاذة عراقية ولدت في بغداد عام 1935 .

## الشهادات
حصلت على شهادة البكالوريوس في علم الاجتماع عام 1956 كلية الآداب جامعة بغداد.
والماجستير في علم الإجرام من كاليفورنيا عام 1965.
وعلى شهادة الدكتوراه في علم الاجتماع الجنائي من جامعة نيويورك عام 1984 .

## الوظيفة
تعمل حاليا تدريسية في قسم الدراسات العليا في قسم الاجتماع كلية الآداب جامعة بغداد.
محاضر على طلبة الدراسات العليا ( الماجستير والدكتوراه ) كلية القانون جامعة بغداد.
محاضر في المعهد القضائي، وزارة العدل.
عضو محكمة الأحداث / الكرخ / بغداد. حاصلة على درجة الأستاذية .

## المشاركات
شاركت في المؤتمرات العلمية على النطاق العربي والأجنبي وكذلك في منظمة الأمم المتحدة .
عضو في عدد من الجمعيات العلمية القطرية والأجنبية ، خاصة في الولايات المتحدة الأمريكية .
نشرت العديد من البحوث العلمية في بعض المجلات المتخصصة بعلم الاجتماع والجريمة .
الفت كتاب بعنوان الجريمة والمجتمع عام 2000 في الأردن وقد أصبح منهجا لطلبة الدراسات العليا في قسم الاجتماع ، كلية الآداب ، جامعة بغداد.